# Coelostoma hajeki
Coelostoma hajeki – gatunek chrząszcza z rodziny kałużnicowatych i podrodziny Sphaeridiinae. Występuje endemicznie w Chinach.

## Taksonomia
Gatunek ten opisali po raz pierwszy Jia Fenglong, Paul Aston i Martin Fikáček w 2014 roku. Jako miejsce typowe wskazano Rezerwat Dadongshan w Nanlingu w chińskiej prowincji Gunagdong. Epitet gatunkowy nadano na cześć Jiříego Hájka, koleopterologa który odkrył ten gatunek.
W obrębie rodzaju Coelostoma gatunek ten zaliczany jest do podrodzaju Lachnocoelostoma, który w Chinach reprezentują również C. bifidum, C. coomani, C. gentilii, C. hongkongense, C. horni, C. huangi, C. jaculum, C. jaechi, C. phallicum, C. phototropicum, C. tangliangi, C. transcaspicum, C. turnai, C. vagum oraz C. wui.

## Morfologia
Chrząszcz o owalnym, silnie wysklepionym ciele długości od 4,8 do 5,2 mm i szerokości od 3 do 3,2 mm. Ubarwiony jest czarno z żółtawymi do rudobrązowych narządami gębowymi i czułkami, ciemnorudymi udami i goleniami, żółtymi stopami oraz rudym owłosieniem spodu ciała. Głowa i pokrywy mają wierzch punktowany gęsto i umiarkowanie grubo, przy czym boki pokryw punktowane są silniej, ale punkty te nie tworzą tam rzędów. Przedplecze natomiast punktowane jest nieco delikatniej. Czułki buduje dziewięć członów i wieńczy luźno zestawiona buławka. Tarczka jest niewiele dłuższa niż szeroka, punktowana tak jak przedplecze. Odnóża mają w tyle ud głębokie bruzdy do chowania goleni. Uda środkowej pary są gęsto owłosione, tylnej zaś rzadko punktowane i gęsto mikrorzeźbione. Żeberka na środku przedpiersia są umiarkowanie rozwinięte i formują palcowaty wyrostek przednio-środkowy. Wyrostek śródpiersia jest wyniesiony i ma kształt grotu strzały. Środkowa część zapiersia jest mocno wyniesiona i szeroko wnika między biodra środkowej pary, łącząc się z wyrostkiem śródpiersia. Odwłok jest na spodzie gęsto owłosiony. Pierwszy z widocznych jego sternitów (wentryt) ma żeberko pośrodkowe. Piąty z wentrytów ma wierzchołkową krawędź z wykrojeniem i szeregiem tęgich szczecin. Genitalia samca mają długi na 1,15 mm edeagus z płatem środkowym najszerszym w nasadowej ⅓, dalej stopniowo zwężonym i w wierzchołkowej ⅓ prawie równoległobocznym, na szczycie głęboko i wąsko rozciętym. Tak długi jak szeroki gonopor położony jest w jego części nasadowej. Tak długie jak płat środkowy paramery są na powierzchniach zewnętrznych lekko wklęśnięte przed wierzchołkiem, a na szczytach skośnie ścięte.

## Ekologia i występowanie
Owad ten jest endemitem Chin, znanym z prowincji Guangdong i Hongkongu. Zasiedla płytkie wody słodkie i wilgotne kamienie na ich pobrzeżach.